# بلقاسم حجاج
بلقاسم حجاج مخرج وكاتب سيناريو جزائرى، ولد في الجزائر بمدينة تيزي وزو عام 1950.

## سيرة شخصية
بعد دراسة الأدب اتجه إلى السينما. غادر إلى أوروبا في أوائل السبعينيات واستقر في بلجيكا ، وبعد أن درس السينما في إنساس (مدرسة السينما) ببروكسل وتخرج منها عام 1977 حصل على شهادة في الإخراج. عمل في الإذاعة والتلفزيون البلجيكي الناطق بالفرنسية (آر تي بي إف) حتى عام 1978. قبل عودته إلى الجزائر ، حازعلى شهادة دكتوراه في الشفوية والصورة تحت إشراف جان روش  في جامعة غرب باريس نانتير لاديفونس
بعد عودته إلى الجزائر، عمل في إذاعة وتلفزيون راديو الجزائر وقدم فيلمه القصير الأول عام 1982 ، La Goutte  ، (حائز على الجائزة الأولى في مهرجان أميان السينمائي الدولي ، 1982) ، تلاه أربعة أفلام تلفزيونية، المرجة عام 1980 ، وبوزيان القلعي عام 1983 (حائز على جائزة فينيسيا جينتي، مهرجان البندقية السينمائي ، 1984) ، وجلالي القطا عام 1984 ، والخمسة عام 1988.
من عام 1985 إلى عام 1991 ، درس السينما في المعهد الوطني لعلوم الإعلام والاتصال (INSIC) في الجزائر العاصمة . عاش في بروكسل لفترة (1994-2000) دون أن يتوقف عن التصوير. أنشأ شركته الخاصة، Machaho Production في نهاية التسعينيات .
في عام 1995 ، أنتج وأخرج أول فيلم روائي طويل له في منطقة القبايل، ماشهو  ، تلاه فيلمه الروائي الثاني، المنارة (تم اختياره في مسابقة رسمية في مهرجان قرطاج الدولي ، 2004 وفيسباكو ، 2005). أنتج وأخرج فيلمين وثائقيين L'Arc-en-ciel exploded (فيلم روائي طويل، 1998) و Une femme taxi à سيدي بلعباس (وثائقي، 2001 ، سبق بثه على قناة أرتيو )  ، مسلسلين للتلفزيون الجزائري: تاكسي المجنون (مسلسل كوميدي يذاع في رمضان 2005) وهكذا ولا أكثر.
منذ عام 2007 ، تم انتخابه رئيسًا للجمعية الجزائرية للمخرجين الجزائريين المحترفين . في عام 2014 ، أخرج فيلمًا روائيًا عن إحدى الشخصيات التاريخية في المقاومة الجزائرية ضد الاستعمار الفرنسي ، فاطمة نسومر  (1830-1863) ، التي لعبت دورها الممثلة الفرنسية اللبنانية لاتيتيا إيدو . ثم عمل كمنتج في أول مسرحية غنائية في الجزائر (مع المخرج دحمان أوزيد).

## فيلموغرافيا

### مخرج
- 1980 : الغطاء
- 1982 : النقرس
- 1983 : بوزيان القلعي
- 1984 : جيلالي-القطا
- 1988 : الخمسة
- 1995 : ماتشهو
- 1998 : انفجار قوس قزح
- 2001 : امرأة تاكسي بسيدي بلعباس
- 2004 : المنارة
- 2000 : تاكسي المجنون
- 2006 : هكذا ولاأكثر
- 2014 : فاطمة نسومر

### منتج
- ذاكرة الجبال للمخرج أ. فلاج
- الغايب إخراج د. أوزيد
- Le Crépuscule des Hommes bleus للمخرج تساكي
- العب في الظل ، من إخراج MLTati
- بابيشا ، إخراج م.مدور